# 科索沃—葡萄牙關係
科索沃－葡萄牙关系（葡萄牙語：Relações entre Kosovo e Portugal）是科索沃[a]和葡萄牙之间的外交关系。科索沃于2008年2月17日宣布从塞尔维亚独立，葡萄牙于2008年10月7日承认其独立。科索沃正式宣布决定在里斯本开设大使馆。而葡萄牙尚未在普里什蒂纳设立大使馆，对科索沃的相关事务由葡萄牙驻匈牙利大使馆兼轄。

## 历史
当北约介入科索沃战争时，葡萄牙准备在1999年北约轰炸南斯拉夫时提供帮助。作为北约在科索沃维和行动的一部分，葡萄牙提供了军队。在敌对状态结束后，葡萄牙提出了一项稳定科索沃北部塞尔维普雷舍沃山的计划。2008年10月，葡萄牙承认科索沃从塞尔维亚独立。

## 军事
葡萄牙目前在科索沃有266名士兵，他们是北约领导的科索沃部队的维和人员。